# David Gadaroa
David Peter Gadaroa – nauruański polityk.
Był politykiem niezależnym. Wchodził w skład parlamentu, pełnił funkcję jego przewodniczącego. Złożył dymisję we wrześniu 1981. Reprezentował okręg wyborczy Anabar, w kilku kolejnych elekcjach (między innymi w 2008) bezskutecznie próbował odzyskać mandat.